# Bodenwerder
Bodenwerder – miasto w Niemczech, w kraju związkowym Dolna Saksonia, w powiecie Holzminden, siedziba gminy zbiorowej Bodenwerder-Polle.